# Enicospilus radialis
Enicospilus radialis là một loài tò vò trong họ Ichneumonidae.